# Zespół kościoła i klasztoru Bernardynów w Leżajsku
Zespół klasztorny bernardynów w Leżajsku – zespół zabytków położony przy pl. Mariackim 8 w Leżajsku, którego początki sięgają I poł. XVII w. Wybudowany dla sprowadzonych staraniem biskupa przemyskiego Macieja Pstrokońskiego w 1608 roku bernardynów. W jego skład wchodzą: kościół pw. Zwiastowania NPM (wedle tradycji zlokalizowany w miejscu ukazania się Matki Boskiej z Józefem), klasztor, cmentarz kościelny (dziedziniec odpustowy), mury obronne z basztami i bramami, folwark klasztorny (otoczenie zespołu). W kościele znajdują się niezwykle cenne organy.

## Zespół kościoła i klasztoru Bernardynów

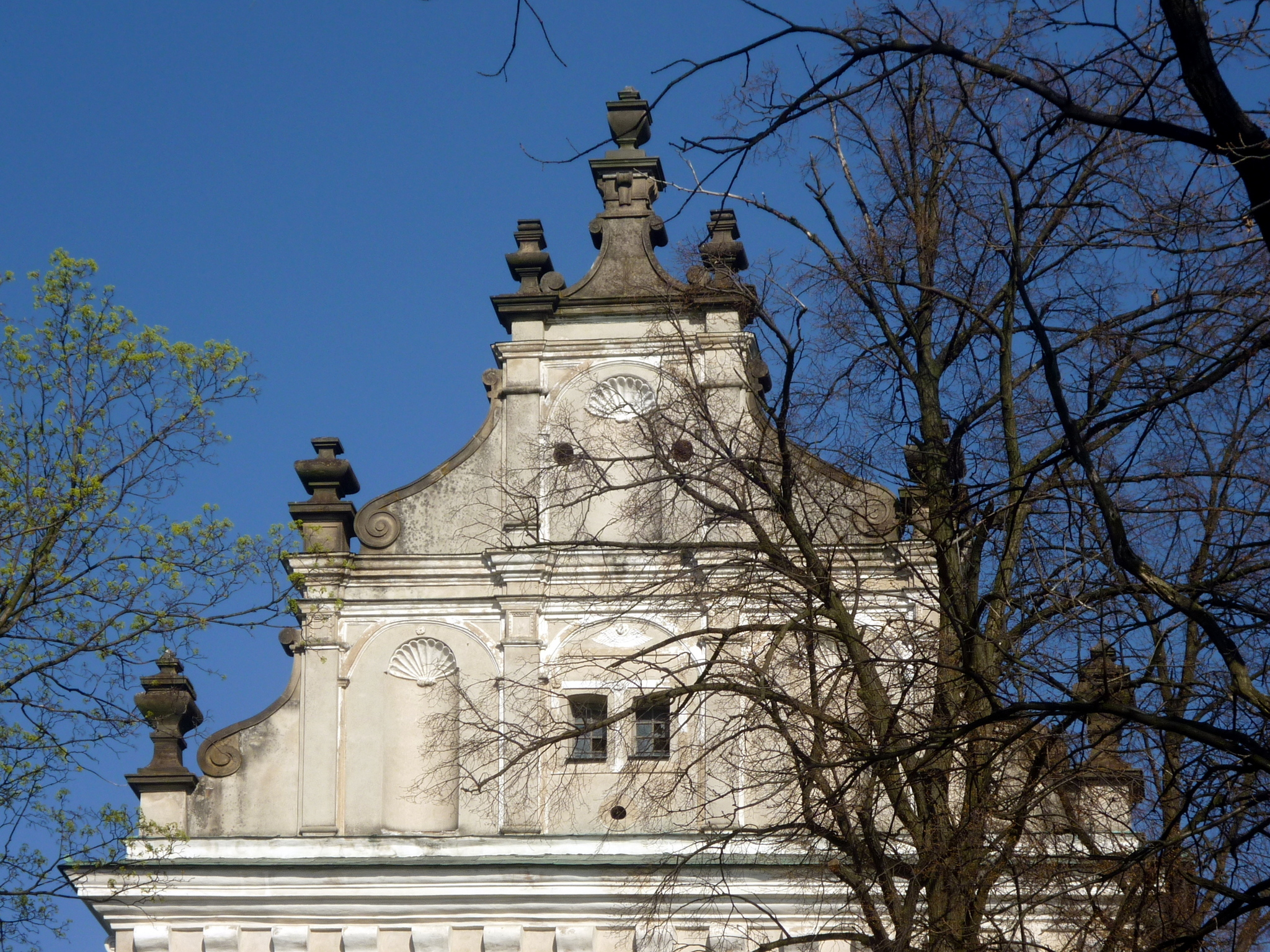
Szczyt bazyliki

W 1608 roku biskup przemyski Maciej Pstrokoński sprowadził do Leżajska bernardynów. W 1608 i 1611 Zygmunt III Waza, zaś w 1653 Jan Kazimierz potwierdzili uposażenie klasztoru. Zespół klasztorny wzniesiony w miejscu, gdzie według tradycji miała ukazać się Michałowi Piwowarowi vel Tomaszowi Michałkowi Matka Boska ze św. Józefem. Składają się nań: kościół oraz przyległy doń od północnego wschodu klasztor. Całość otoczona obwarowaniami, w obrębie których dwa dziedzińce: odpustowy przylegający do kościoła od południa i zachodu oraz gospodarczy na wschód od klasztoru, oraz ogrody: nowicjacki na północ od klasztoru i klasztorny na południe. Poza obwarowaniami ogród warzywny na południowy wschód od klasztoru oraz plac zwany Piaski (dziś plac Mariacki) na południowy zachód. Od północy cmentarz klasztorny założony w 1910. 
Od zachodu, przed bazyliką stoi odlany z brązu pomnik Jana Pawła II autorstwa Mariana Koniecznego.

## Kościół (bazylika) pw. Zwiastowania NMP w Leżajsku

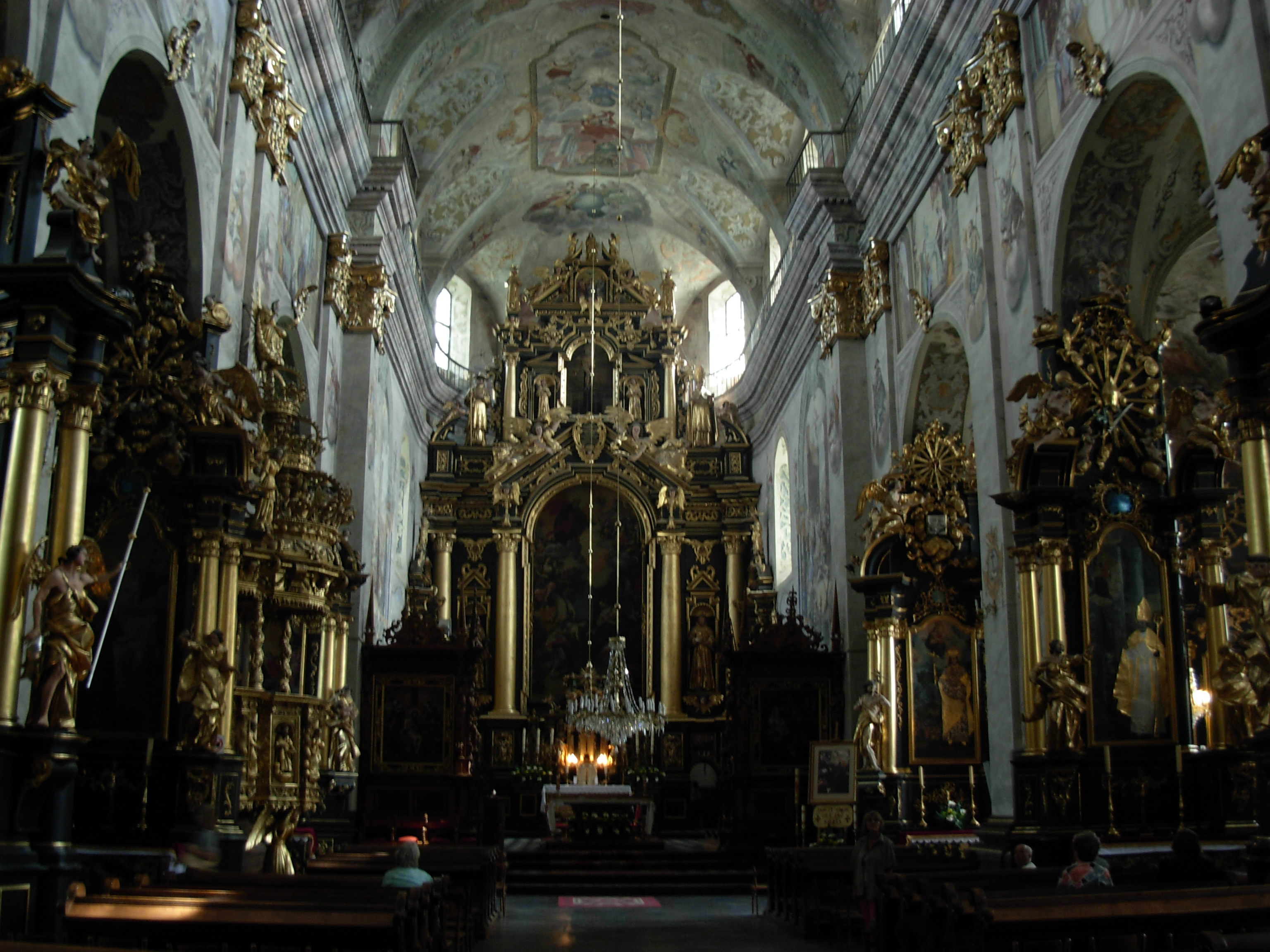
Nawa główna

Początkowo kapliczka ufundowana przez Reginę Pisarkę vel Piekarską w 1592. Następnie na jej miejscu kościół drewniany wzniesiony w 1594 staraniem Kaspra Głuchowskiego, podstarościego leżajskiego. Kolejny, murowany wybudowany w 1610. Obecny, wzniesiony w latach 1618-1628, ufundowany przez marszałka nadwornego, późniejszego marszałka wielkiego koronnego i starostę leżajskiego Łukasza Opalińskiego oraz jego żonę Annę z Pileckich.
Wykonany przez muratorów lubelskich, prawdopodobnie pod kierunkiem przybyłego z Lublina muratora Antonia Pellacciniego zwanego Italusem i jego ucznia Szymona Sarockiego. Kościół wczesnobarokowy w typie architektury lubelskiej, murowany, otynkowany. Trójnawowy, w typie bazyliki z dobudowanymi w XVIII w. kruchtami oraz piętrową dobudówką przy prezbiterium od południa (dziś kancelaria parafialna). Prezbiterium wydłużone, zamknięte półkoliście. Przy jego zachodnim krańcu dwie kaplice na planie kwadratu otwarte do naw bocznych: północna św. Franciszka z Asyżu, południowa Matki Boskiej. Korpus czteroprzęsłowy, przęsło wschodnie znacznie szersze od pozostałych. Nawa główna szerokością i wysokością równa prezbiterium. Pod całym kościołem krypty, częściowo niedostępne. W krypcie pod południową nawą dwadzieścia dwie trumny.
Kościół ma 60 metrów długości, 26 metrów szerokości i 28 metrów wysokości. Może on pomieścić 5 tysięcy ludzi.

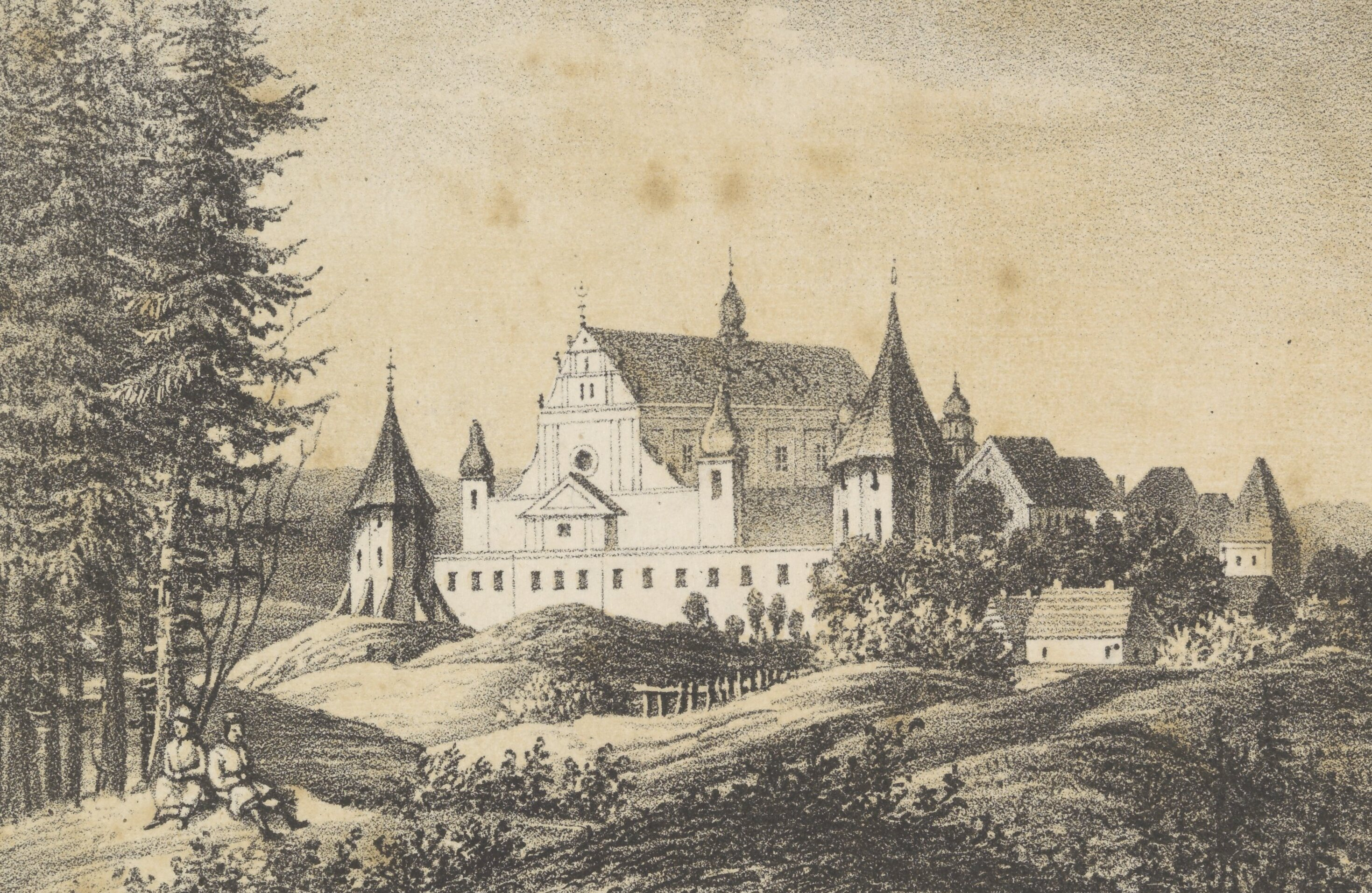
Widok klasztoru przed 1890
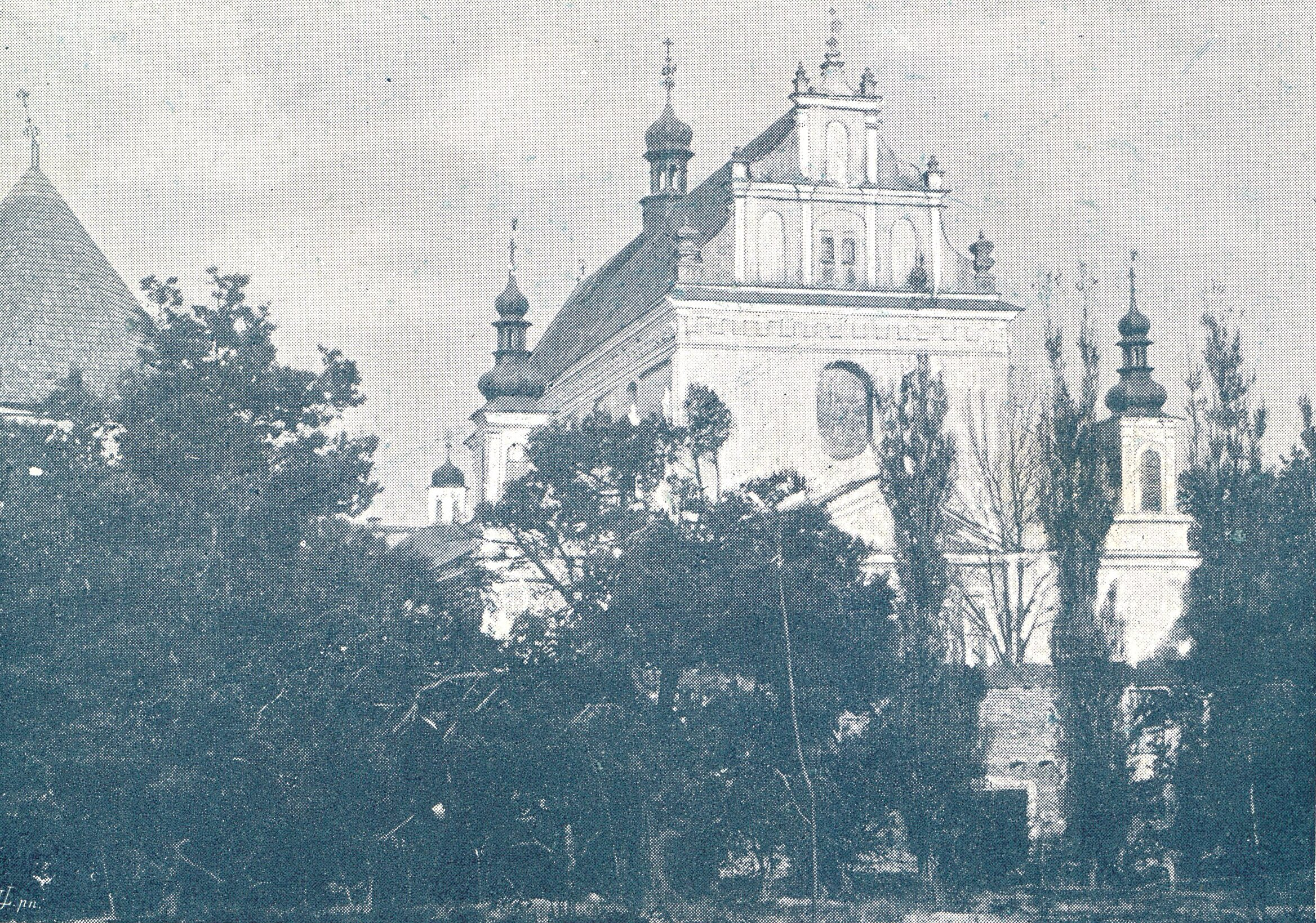
Kościół przed 1907
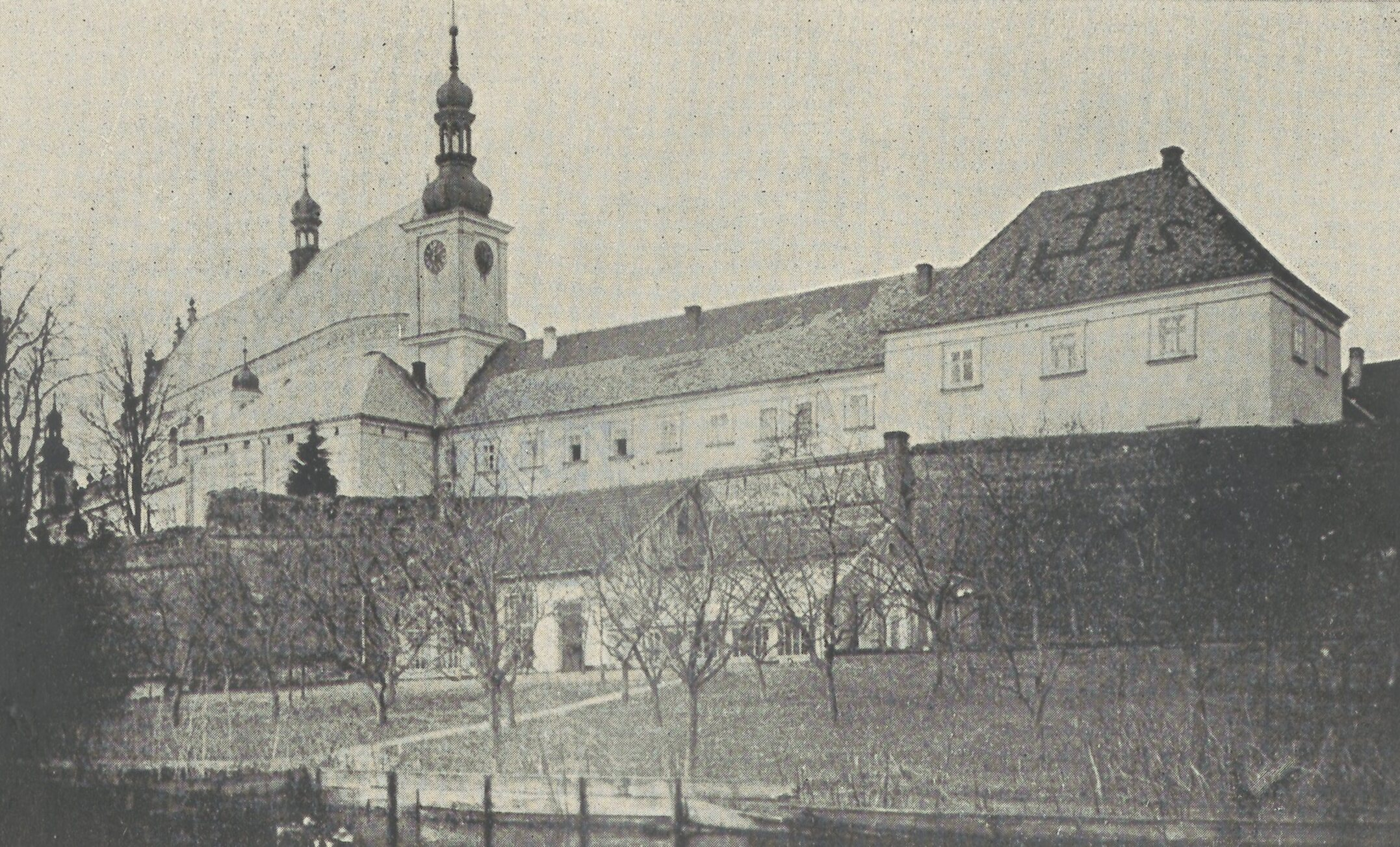
Klasztor przed 1929

### Wyposażenie kościoła

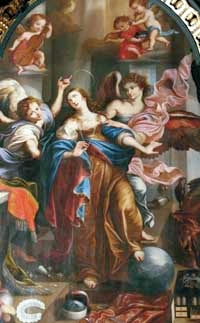
Franciszek Lekszycki: Święta Maria Magdalena, ok. 1650r.

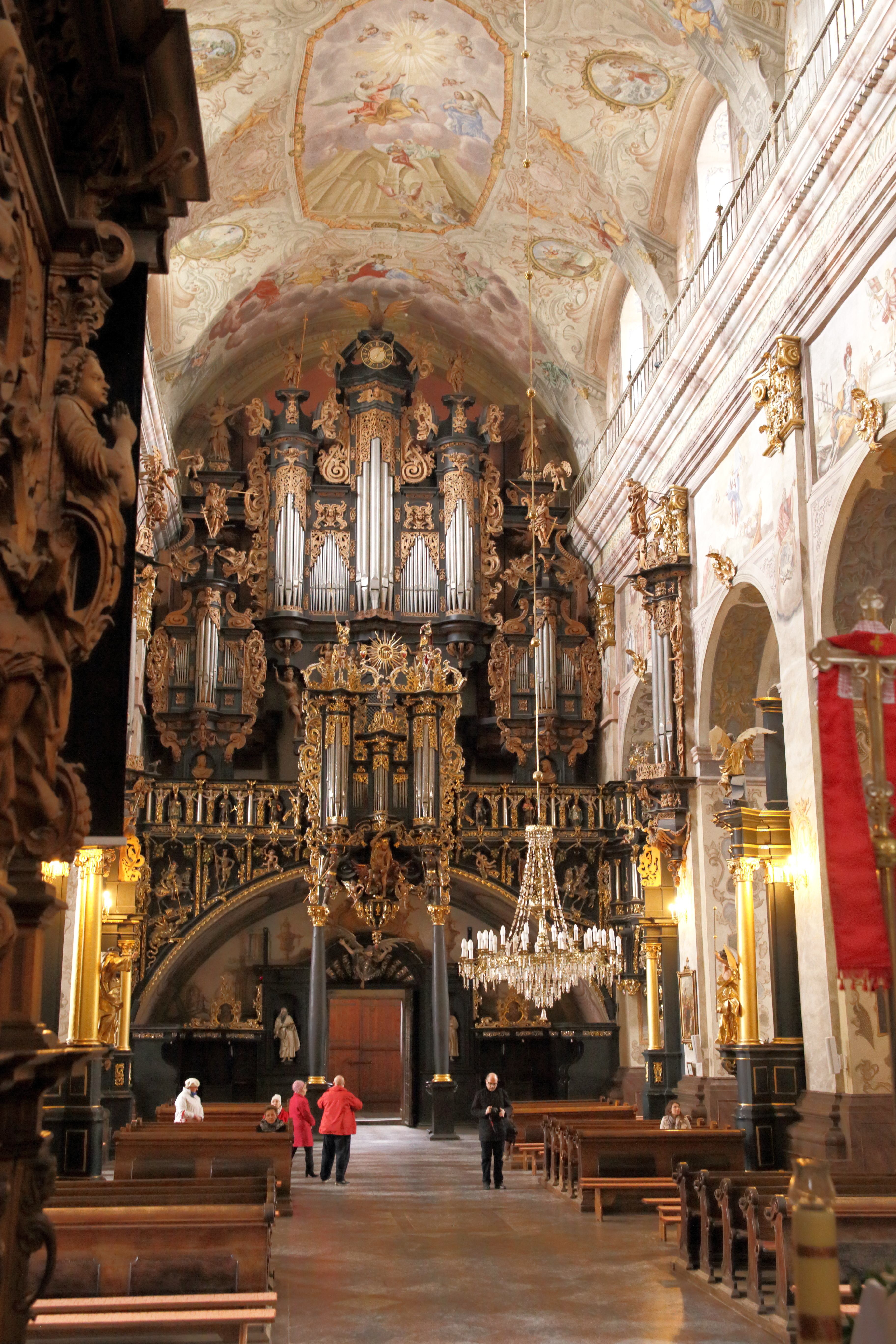
Organy w bazylice Zwiastowania NMP w Leżajsku

Ołtarz główny – barokowy, ufundowany w 1637 przez podstarościego leżajskiego Jana Grabińskiego. Wykonany przez braci zakonnych. Bogate dekoracje rzeźbiarska i snycerska. W polu środkowym obraz Zwiastowanie N.P. Marii malowany ok. 1650 przez Franciszka Lekszyckiego, malarza bernardyńskiego. Po bokach cztery potężne kolumny wspierające wyłamujące się belkowanie z trójkątnym przyczółkiem z rzeźbami aniołów i tablicą fundacyjną (herby: Pomian Grabińskich oraz Janina). Między kolumnami rzeźby śś. Franciszka z Asyżu (północna) i Bernardyna ze Sieny (południowa). Zwieńczenie ołtarza ujęte kolumnami i rzeźbami śś. Bonawentury (pn.) i Ludwika z Tuluzy (pd.). W centrum zwieńczenia krucyfiks. U szczytu przerwany przyczółek z rzeźbami Matki Boskiej Niepokalanie Poczętej i czterech aniołów.
Tabernakulum – rokokowe, ok. 1755, wykonane zapewne przez Antoniego Osińskiego. Cztery rzeźby: św. Augustyn, św. Franciszek z Asyżu (w dłoni krzyż), dwukrotnie nieokreślony święty z pastorałem. W zwieńczeniu relikwiarzyk, gloria z Barankiem, rzeźby aniołków.
Ambona – manierystyczna z 1636. Bogate dekoracje rzeźbiarska i snycerska. Korpus i zaplecek trójdzielne. Parapet podzielony kręconymi kolumienkami, między nimi we wnękach rzeźby Chrystusa i czterech ewangelistów. Baldachim w kształcie tiary papieskiej wsparty na dwóch kręconych kolumnach. Po bokach rzeźby aniołów, u szczytu rzeźba Boga Ojca. Zaplecek podzielony pilastrami, w arkadach obrazy: Matka Boska z Dzieciątkiem, śś. Bonawentura i Antoni Padewski. Korpus ambony wsparty na rzeźbie anioła.
W roku 1637 zbudowano ołtarz, a nieco później bogato zdobione stalle oraz ambonę.
W roku 1675 kościół otoczono wysokim murem, aby chronić go przed najazdami tatarskimi. Od 1928 roku bazylika mniejsza. 20 kwietnia 2005 r. zabytek uznano za Pomnik historii.
Bazylika stanowi sanktuarium Matki Boskiej Pocieszenia.

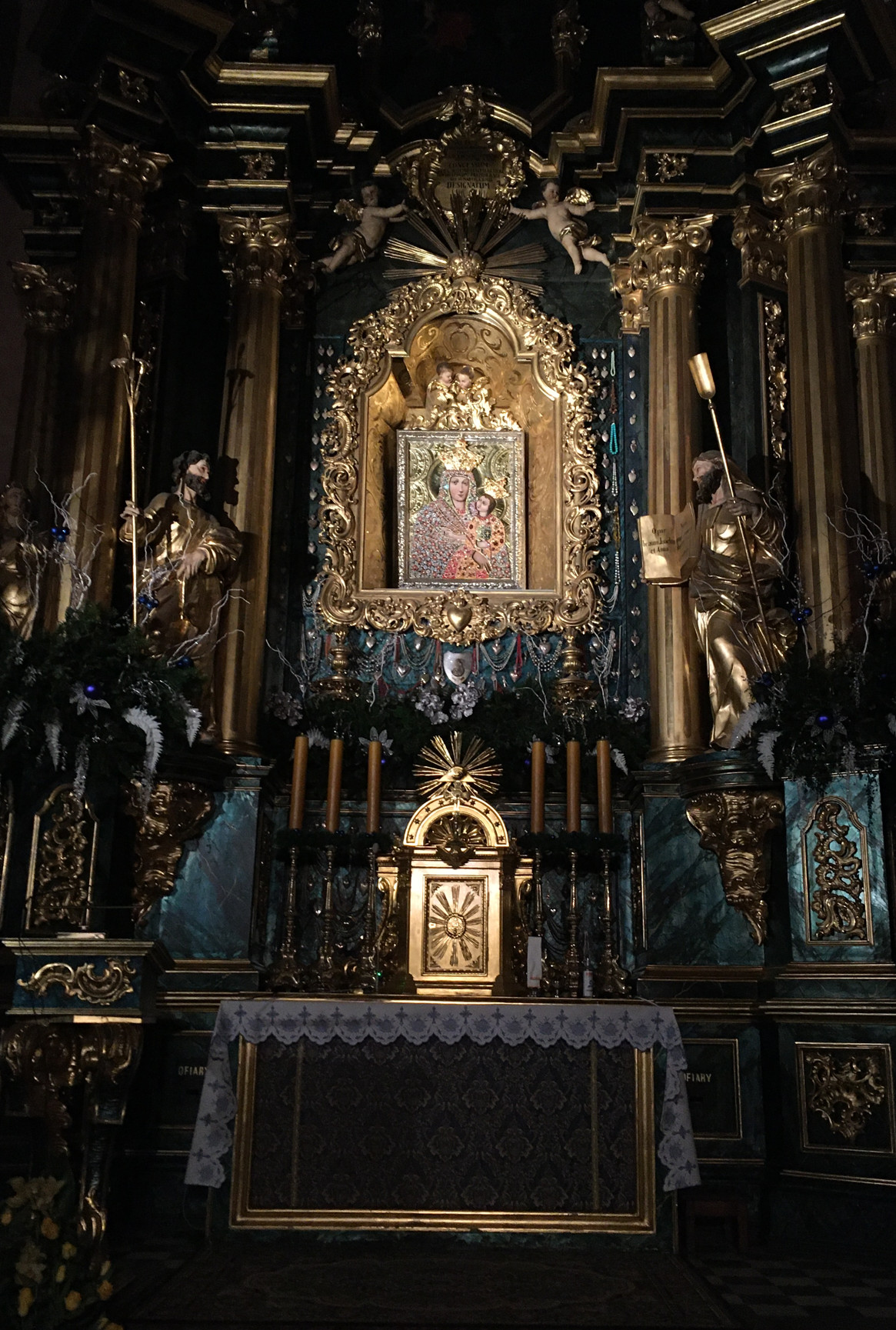
Ołtarz z obrazem Matki Bożej Pocieszenia

Przy świątyni istnieje również parafia. Bazylika w Leżajsku uważana jest za najpiękniejszy zabytek Ziemi Przemyskiej.

## Klasztor
Pierwotny ufundowany przez podstarościego leżajskiego Kaspra Głuchowskiego w 1610, drewniany. Obecny wybudowany ok. 1637 być może przez muratora Antoniego Pellaciniego zwanego Italusem i jego pomocników m.in. Szymona Sarockiego. W 1657 podpalony przez wojska Jerzego II Rakoczego (spłonęły dachy, wiązania dachowe, wieża zegarowa). W 1663 wzniesiono nową wieżę zegarową. Uszkodzony w trakcie działań wojennych w 1914, w 1915 uszkodzenia naprawiono.
Barokowy, murowany, otynkowany. Złożony z czterech skrzydeł wokół kwadratowego wirydarza. Z czterech narożników wysunięte pawilony. Piętrowy. Skrzydła pd. i zach. na piwnicach sklepionych kolebkowo. Wzdłuż krużganków jeden trakt pomieszczeń. Przy pd.-zach. narożniku połączony z kościołem obszerną sienią piętrową, nad którą wieża zegarowa. W pawilonie pd.-zach. zakrystia ze skarbczykiem i przedsionkiem ze schodami na piętro i do wieży zegarowej. W pawilonie pd.-wsch. refektarz i pokoje gościnne. W skrzydle wsch. m.in. kuchnie i sień prowadząca na dziedziniec gospodarczy. W pawilonie pn.-wsch. biblioteka zawierająca ok. czterech tysięcy starodruków z zakresu teologii i historii zakonu, np. Summa angelica, wyd. 1513 czy Erasmus Roterodamus, Origenis adamanti, wyd. w Bazylei 1536 z dedykacją Barbary Bąbąnkówny, mieszczki przeworskiej, dla klasztoru bernardynów w Przeworsku 1599.

## Obwarowania oraz otoczenie kościoła i klasztoru w obrębie murów
Teren wokół klasztoru i kościoła otoczony obwarowaniami powstałymi w dwóch etapach.
Na zach. i pd. od kościoła kurtyny muru obronnego wzniesione zapewne w 2. ćw. XVII w., podwyższone prawdopodobnie w 1726, otaczają dawny cmentarz kościelny (obecnie dziedziniec odpustowy) na rzucie zbliżonym do litery L. Od wsch. dziedziniec oddzielają od ogrodów klasztornych wewnętrzne mury. Na narożach kurtyny zachodniej dwie trzykondygnacyjne baszty współczesne murom (przebudowane zapewne w 1726 – dobudowano trzecią kondygnację). Wschodni kraniec południowej kurtyny zakończony dzwonnicą. Pierwotnie protobastion z 2 ćw. XVII w., przebudowany po 1752 (dodano drugą kondygnację i przybudówkę od pn.). W kurtynach na osiach wejść do kościoła dwie bramy: południowa - główna, z 2 ćw. XVII w., przebudowana ok. 1761 i gruntownie w 1896; zachodnia - przepruta w murze ok. poł. XVIII w.
Pozostałe obwarowania (wokół klasztoru i na pn. od kościoła) wzniesione po 1681 z inicjatywy gwardiana Marcina Kalinowskiego.
W latach 1977–1983 z inicjatywy gwardiana o. Bonawentury Misztala, w lesie klasztornym założono Kalwarię Leżajską.